# Véhicule électrique en Allemagne
Pour les autres articles nationaux ou selon les autres juridictions, voir Véhicule électrique par pays.

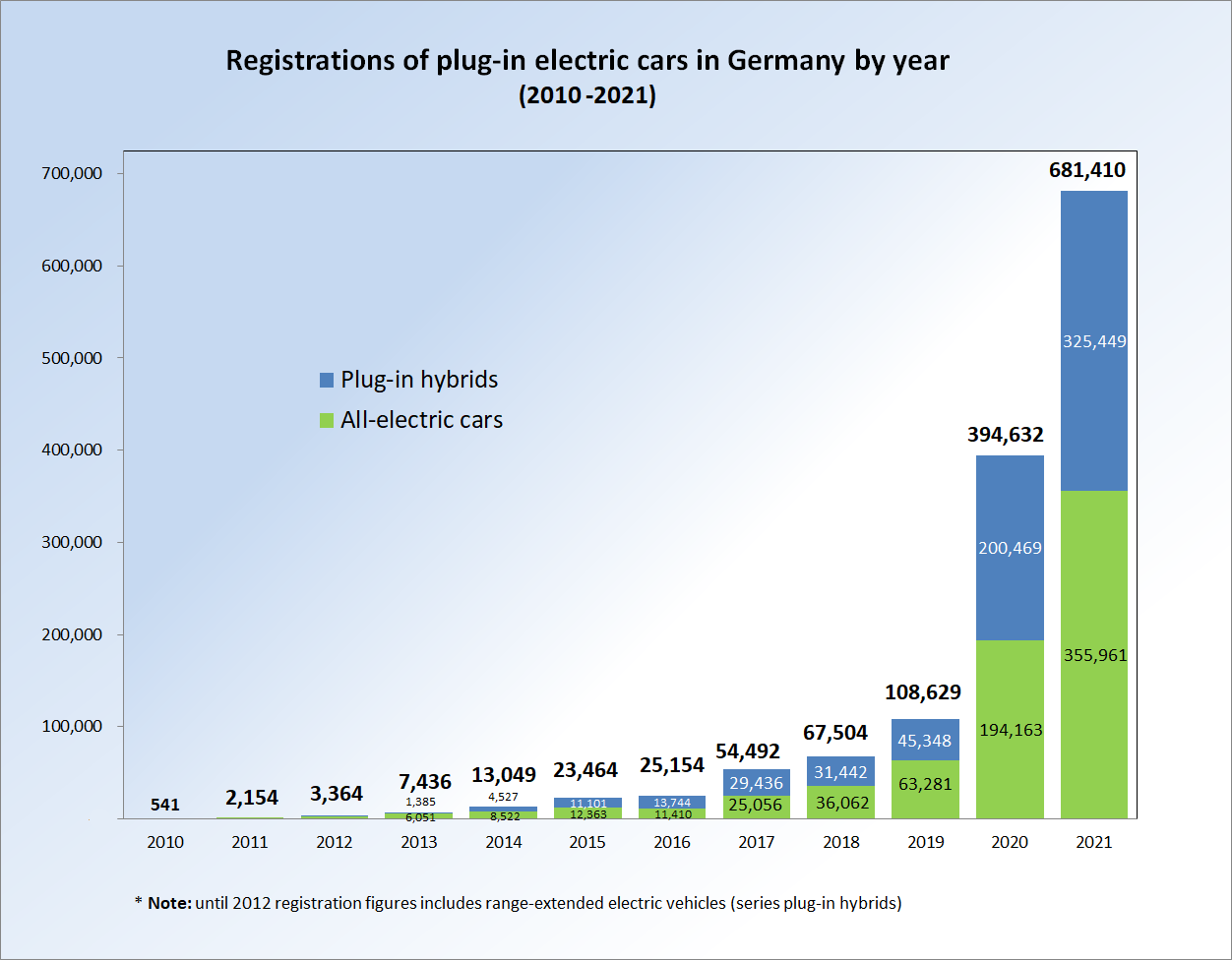
Immatriculations de véhicules électriques en Allemagne entre 2011 et 2021 (en vert les véhicules hybrides rechargeables).

L'adoption de véhicules électriques en Allemagne est activement soutenue par le gouvernement fédéral allemand. Dans le cadre de sa plateforme nationale pour la mobilité électrique, la chancelière Angela Merkel a fixé en 2010 l'objectif initial de déployer un million de véhicules électriques sur les routes allemandes d'ici 2020, objectif qui a été atteint avec un retard de six mois, en juillet 2021. Au départ, le gouvernement n'a pas accordé de subventions pour promouvoir les ventes de véhicules électriques rechargeables, mais à la fin de 2014, il a été reconnu que le pays était loin d'avoir atteint les objectifs de vente fixés. Un système de prime à l'achat a été approuvé en 2016, mais les voitures haut de gamme n'étaient pas éligibles à cette incitation. Afin d'atteindre les objectifs climatiques pour le secteur des transports, le gouvernement a fixé en 2016 l'objectif de 7 à 10 millions de voitures électriques rechargeables sur les routes d'ici 2030, et d'un million de points de charge déployés d'ici 2030.
En 2022, l'Allemagne est le premier marché de l'Union européenne pour la voiture 100 % électrique avec 41,9 % du total des ventes, devant la France (18,1 %).

## Marché

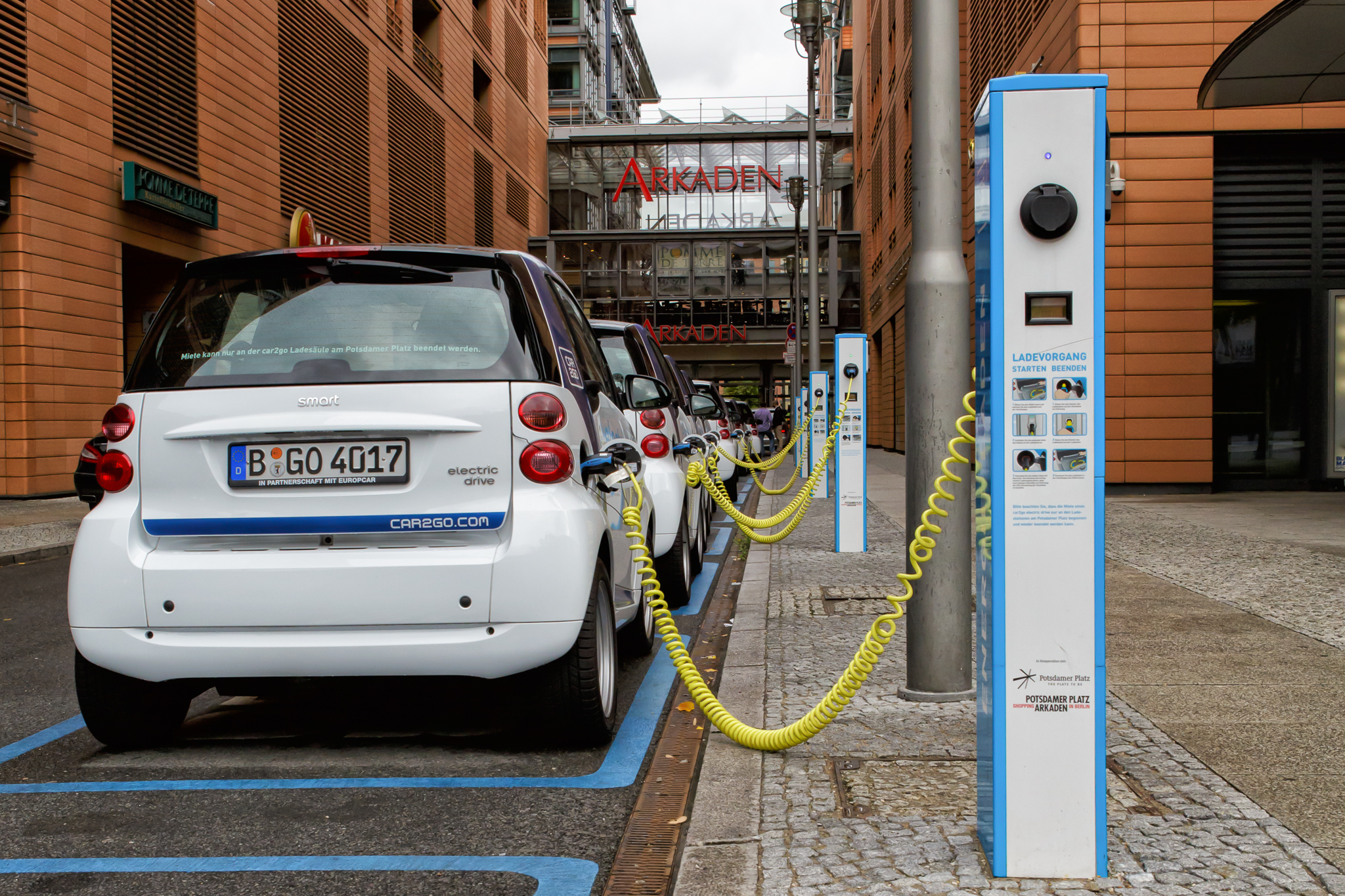
La Smart electric drive mène le marché du segment des voitures électriques rechargeables en Allemagne jusqu'en 2013.

En 2024, les immatriculations de voitures 100 % électriques en Allemagne ont chuté de 27,4 % à 381 000 unités. La part de marché de l'électrique est tombée à 13,5 % des ventes totales de véhicules, après l'arrêt soudain des aides à l'achat du gouvernement en décembre 2023. Cette part de marché est inférieure à celle constatée en France en 2024 : 16,9 % et surtout au Royaume-Uni : 19,6 % ; ce pays atteint 382 000 unités et devient le premier marché européen de la voiture électrique devant l'Allemagne.
En 2023, 524 000 voitures 100 % électriques ont été immatriculées en Allemagne, en hausse de 11 %. Elles représentent 18,4 % des ventes, dépassant ainsi les modèles diesel.
En 2022, 471 394 voitures 100 % électriques ont été immatriculées en Allemagne, contre 356 425 voitures en 2021, soit +32,3 %, ainsi que 362 093 voitures hybrides rechargeables (325 449 voitures en 2021), soit +11,3 %. L'Allemagne est en 2022 le premier marché de l'Union européenne pour la voiture 100 % électrique avec 41,9 % du total des ventes, devant la France (203 122 immatriculations, soit 18,1 %).
L'Allemagne compte fin 2022 un million de véhicules électriques immatriculés.
En 2020, selon l’agence fédérale de l’automobile (KBA), 194 163 voitures électriques ont été immatriculées en Allemagne, après 63 491 en 2019. Le modèle le plus vendu est la Renault ZOE, qui totalise 30 381 unités. Le classement par marque place Volkswagen en tête avec 23,8 % de parts de marché, suivi par Renault (16,2 %) et Tesla (8,6 %).
En 2019, l'Allemagne a immatriculé plus de 108 629 voitures électrifiées (électriques ou hybrides rechargeables) ; les modèles les plus vendus sont la Renault Zoe (9 431 ventes), la BMW i3 (9 382 ventes), la Tesla Model 3 (9 013 ventes), la Mitsubishi Outlander hybride rechargeable (7 593 ventes) et la Volkswagen e-Golf (6 898 ventes).
Au premier semestre 2019, l'Allemagne a immatriculé plus de 31 300 véhicules 100 % électriques et 16 280 voitures particulières hybrides rechargeables, se hissant au deuxième rang européen sur le tout électrique et au premier pour l'ensemble des modèles électrifiés, dont la part de marché atteint 2,6 % contre 2,5 % en France.
Depuis novembre 2017, le marché allemand a pris le pas sur le marché français : ainsi, en février 2018, 2 546 véhicules à batterie lithium-ion ont été immatriculés en Allemagne, contre 2 071 véhicules en France ; en 2017, les ventes de véhicules électriques ont bondi de 120 % outre-Rhin, contre 13 % dans l'Hexagone ; elles représentent 0,7 % du marché local contre 1,2 % en France ; l'Allemagne a aussi dépassé la Norvège et devrait se classer au 1er rang européen en 2018. Les modèles les plus vendus en Allemagne début 2018 sont la Smart zéro émission de Daimler-Mercedes, la Golf électrique de VW et la Renault Renault Zoe. Le gouvernement allemand a ouvert en 2016 une enveloppe d'un milliard d'euros pour soutenir l'essor de la voiture électrique, avec notamment une prime de 4 000 € à l'achat et un budget de 300 millions d'euros pour l'installation de bornes de recharge publiques ; les entreprises bénéficient également d'avantages fiscaux.
Les constructeurs automobiles allemands s’inquiètent en 2022 : la forte augmentation du prix de l'électricité dans le pays pourrait mettre en danger le développement de la voiture électrique. Les experts ne croient pas qu'une réforme de l'UE, qui est « sur le point d'être adoptée et qui permettrait de découpler le prix de l'électricité de celui du gaz » arrivera suffisamment vite.

## Politiques de soutien
En Allemagne, la politique de soutien était très timide avant 2016 : la chancelière Angela Merkel a certes fixé en 2009 l'objectif ambitieux d'un million de voitures électriques sur les routes en 2020, mais sans prendre de mesures concrètes pour atteindre cet objectif, hormis la gratuité de la vignette. La coalition au pouvoir a d'ores et déjà exclu des aides financières, y compris un éventuel bonus pour les particuliers. Environ 16 900 véhicules électriques étaient en circulation au premier semestre 2014, selon le centre de recherche sur l'automobile de l'université de Duisbourg-Essen, soit quatre voitures électriques pour 10 000 véhicules classiques, contre dix en France. Une nouvelle loi a été annoncée début août 2014 pour donner un coup de pouce au secteur, en permettant aux communes d'ouvrir les voies de bus aux conducteurs de voitures électriques, de leur réserver des places de parking près des bornes de rechargement, ou de profiter d'un stationnement gratuit ; ces mesures sont jugées peu efficaces par l'Association de l'industrie automobile (VDA), selon qui seules des incitations fiscales pourront faire démarrer les ventes. Les constructeurs allemands proposent pourtant quelques modèles : Daimler a introduit tôt des Smart électriques, Volkswagen a récemment sorti la Mini Up et une version électrique de sa Golf, et BMW joue la carte haut de gamme avec son i3, en tête des ventes du segment au premier semestre 2014. Mais l'Allemagne compte seulement 4 400 bornes de recharge, alors que la France espérait atteindre les 16 000 fin 2014.
Le 27 avril 2016, le gouvernement allemand annonce un plan d'un milliard d'euros pour la promotion de la voiture électrique. Celui-ci vise un million de véhicules sur les routes fin 2020, contre 50 000 fin 2015. Une prime de 4 000 € doit être versée pour l'achat d'une voiture électrique et de 3 000 € pour celui d'un véhicule hybride rechargeable. À partir de 2018, la prime sera revue à la baisse et le programme ne concernera pas les voitures dont le prix dépasse 60 000 €. Le projet prévoit par ailleurs une enveloppe de 300 millions d'euros jusqu'en 2020 pour multiplier les bornes de recharge électrique, et de 100 millions d'euros d'avantages fiscaux. Enfin, le gouvernement s'engage à ce que 25 % de ses véhicules fonctionnent à l'électricité au lieu de 10 % précédemment.
Volkswagen annonce en novembre 2016 la création d'une usine pilote de cellules de batteries à Salzgitter et s'engage à réaliser un quart de ses ventes avec des véhicules électriques à partir de 2025.
Le 15 mai 2017, le gouvernement annonce l'abandon de son objectif d'un million de véhicules électriques en circulation en 2020 ; leur nombre au 1er janvier 2017 n'était que de 34 000 (+33,4 % en un an) et celui des bornes de recharge de 7 400.
En juin 2019, Volkswagen entre à hauteur de 20 % dans le capital de Northvolt, start-up suédoise qui lance la construction d'une unité de production de batteries lithium-ion de 16 GWh à Skellefteå, dans le nord de la Suède, en août 2019. Les autres investisseurs sont le groupe BMW, des fonds gérés par Goldman Sachs, le fonds de pension suédois AMF, l'assureur suédois Folksam et la fondation IMAS (groupe Ikea). Northvolt annonce simultanément la construction d'une deuxième usine de 16 GWh à Salzgitter, en Basse-Saxe, dans le cadre d'une coentreprise à 50⁄50 avec Volkswagen. L'usine de Skellefteå devrait atteindre une production à grande échelle début 2021, avec l'objectif d'atteindre au moins 32 GWh à terme. Le site emploiera alors 2 500 salariés. La production du site allemand de Salzgitter devrait débuter vers le nouvel an 2023/2024.
Le 4 novembre 2019, Angela Merkel annonce un « plan magistral pour les infrastructures de chargement » visant l'installation d'un million de bornes électriques d’ici 2030 contre 21 000 en 2019,. Le déploiement de bornes sera facilité sur les parkings privés ouverts au public, notamment ceux des supermarchés. Le montant du bonus pour les voitures électriques, jusqu'ici de 4 000 €, passera à 6 000 € pour celles dont le prix de vente est inférieur à 40 000 €. Pour les hybrides rechargeables dans la même catégorie de prix, la prime passera de 3 000 à 4 500 €. Pour les modèles au-dessus de 40 000 €, la prime passera à 5 000 € pour le tout électrique et à 4 000 € pour l’hybride rechargeable ; enfin, le plafond de prix au-dessus duquel les voitures électriques sont exclues du dispositif passera de 60 000 à 65 000 €.
Le plan de soutien au secteur automobile lancé en juin 2020 privilégie la voiture « propre » : le bonus écologique pour l’achat d’un véhicule électrique est doublé, passant de 3 000 à 6 000 € ; 6,7 milliards € seront alloués à la promotion de la voiture électrique et au développement des infrastructures, dont les bornes de recharge, et la production d’hydrogène sera soutenue à hauteur de 7 milliards €.
En 2022, le ministère de l'Économie décide d'étendre la durée de détention des véhicules pouvant bénéficier de subvention de six à douze mois, afin de contrer les exportations de véhicules électriques vendus en Allemagne avec des subventions publiques, puis exportés à l'état quasiment neuf au Danemark, en Autriche ou en Suisse ; plus de 150 000 véhicules électriques auraient été exportés après avoir obtenu 250 millions € sur le total de 4,6 milliards € de primes versées depuis 2016. Le gouvernement décide de réduire les primes à la fin 2022 à 4 500 € maximum par véhicule pour les véhicules coûtant jusqu'à 40 000 €, et 3 000 € au-delà ; les aides pour les véhicules hybrides, qui pouvaient aller jusqu'à 6 750 €, seront totalement supprimées. Ces mesures ont déclenché une accélération des ventes fin 2022, puis un ralentissement début 2023 : en janvier 2023, les ventes de voitures électrifiées baissent de 13,2 % et celles d'hybrides de 6,2 % par rapport à janvier 2022.
En septembre 2023, le chancelier allemand Olaf Scholz annonce que « l'Allemagne sera le premier pays en Europe à passer une loi obligeant les opérateurs de 80 % de toutes les stations-services à offrir des options de recharge rapides d’au moins 150 kW pour les voitures électriques ».
Le 17 décembre 2023, le gouvernement annonce la suppression immédiate des primes publiques pour l'achat de voitures électriques avec un an d'avance sur le calendrier prévu. Cette décision est prise en réaction à l'arrêt de la Cour constitutionnelle allemande interdisant au gouvernement de transférer l'argent prévu pour lutter contre le Covid vers son fonds pour le climat et la transformation industrielle. Ces primes atteignaient en moyenne 4 000 € par véhicule. Les constructeurs Stellantis et Volkswagen s'engagent aussitôt à prendre à charge l'intégralité des primes jusqu'à la fin de l'année.
La suppression brutale du bonus pour les voitures électriques fin 2023 a eu pour effet une forte baisse des ventes : la part de marché des voitures électriques a chuté de 18 % en 2023 à 11,8 % sur les quatre premiers mois de 2024, et en mai les ventes ont reculé de 30,6 %. Une étude réalisée par Chemnitz montre que 100000 voitures électriques s’entasseraient dans des parkings en Allemagne, en particulier des voitures BYD stockées dans le port de Bremerhaven et des Tesla sur l’ancien aéroport militaire de Brandebourg.
Le 4 septembre 2024, le gouvernement d'Olaf Scholz adopte deux mesures visant à freiner l'effondrement des ventes des voitures électriques en Allemagne : amortissement fiscal accéléré pour les entreprises en cas d'achat d'un véhicule 100 % électrique (40 % la première année) et relèvement du prix plafond des voitures électriques de fonction bénéficiant des allègements fiscaux existants, de 70 000 à 95 000 €. Les immatriculations de voitures électriques ont reculé de 32 % sur les huit premiers mois de l'année, et leur part de marché est tombé de 18,4 % en 2023 à 12,6 % au premier semestre 2024.